# جان فيرنر
جان فيرنر (بالبولندية: Jan Werner)‏ هو عداء سريع بولندي، ولد في 25 يوليو 1946 في Brzeziny, Brzeziny County ‏ في بولندا، وتوفي في 21 سبتمبر 2014 في وارسو في بولندا.

## وصلات خارجية
- جان فيرنر على موقع الاتحاد الدولي لألعاب القوى (الإنجليزية)
- جان فيرنر على موقع اللجنة الأولمبية الدولية (الإنجليزية)
- جان فيرنر على موقع أوليمبيديا (الإنجليزية)
- جان فيرنر على موقع اللجنة الأولمبية البولندية (مؤرشف) (البولندية)